# Stichting Poetry International
Stichting Poetry International is een culturele instelling in Rotterdam. Ze zet zich nationaal en internationaal in voor de promotie van poëzie uit binnen- en buitenland en steunt dichters, poëzievertalers, -kenners en -liefhebbers, onder meer door middel van literatuureducatie. Ook houdt de stichting een online poëziemagazine in de lucht met het Poetry International Web.
In 2015 richtte de stichting het Bureau Dichter des Vaderlands op.

## Evenementen
De stichting organiseert elk jaar in juni een week het Poetry International Festival, waarbij binnen- en buitenlandse dichters worden uitgenodigd in de Rotterdamse Schouwburg en het Ro Theater. Tijdens dit festival wordt ook de C. Buddingh'-prijs voor het beste Nederlandstalige poëziedebuut uitgereikt.
In 2000 nam Poetry International het initiatief tot de eerste 'Nationale Gedichtendag'. Later, met Vlaanderen, werd dit 'Gedichtendag': ieder jaar, op de laatste donderdag van januari. Gedichtendag vond voor het eerst plaats op 27 januari 2000 en is gemodelleerd naar de National Poetry Day in Engeland. Poetry International en Stichting Lezen, België vullen de Gedichtendag in met de "Gedichtendagbundel", de "lessuggesties" en de "Gedichtendagprijzen". Er zijn verder ruim 200 activiteiten door heel Nederland en Vlaanderen in scholen, bibliotheken, culturele instellingen en bij particulieren.
Het Poetry International Kinderfestival is een poëziefestival (jaarlijks, in oktober) voor kinderen uit het basisonderwijs vanaf 8 jaar. Bekende en minder bekende dichters, acteurs en zangers treden op in een gevarieerd programma van liedjes en gedichten rond een jaarlijks wisselend thema.